# いばらの冠 (中谷美紀の曲)
『いばらの冠』（いばらのかんむり）は、中谷美紀の5枚目のシングル。1997年9月3日にフォーライフミュージックエンタテイメント/güt からリリースされた。
本作も作曲・編曲・プロデュースは坂本龍一が担当している。

## 概要
セカンド・アルバム『cure』からの先行シングル。表題曲「いばらの冠」は、中谷の楽曲では初参加となる松本隆が作詞を手掛けている。中谷本人が出演したブリストルマイヤーズ・ライオン「バファリン」のCMソングと、フジテレビ系バラエティ番組「来来圏」のエンディングテーマとしても使用された。
カップリング曲「鳥籠の宇宙」は中谷自身が作詞を担当している。

## 収録曲
1. いばらの冠（4:37）
作詞：松本隆 / 作曲・編曲：坂本龍一
2. 鳥籠の宇宙（5:24）
作詞：中谷美紀 / 作曲・編曲：坂本龍一
3. いばらの冠〈Instrumental〉（4:35）

## 収録作品
| 発売日        | タイトル       | 規格品番  |
| ------------- | -------------- | --------- |
| 1997年9月26日 | cure           | FLCG-3030 |
| 1998年8月21日 | ABSOLUTE VALUE | FLCG-3037 |
| 2001年9月27日 | PURE BEST      | FLCF-3885 |